# Баранова, Мария Александровна
Мария Александровна Баранова (фин. Maria Baranova; род. 1992, Лохья, Уусимаа) — прима-балерина Баварской Национальной Оперы.

## Биография
Родилась в 1992 году в Лохья в семье футболиста Александра Баранова.
C 1996 года начала заниматься в развивающей детской балетной группе, а в 1999 году поступила в Институт танца в Хельсинки, где занималась у Анастасии Дунец, Май-Лис Раяла и Юхи Кирьёнина.
В 2007 году получила 1-ю премию Скандинавского балетного конкурса и 2-ю премию международного конкурса в Грассе. В 2008 году — 3-ю премию в младшей группе на конкурсе в Риме. В 2008 году принимала участие в конкурсе Prix de Lausanne где была приглашена Джоном Ноймайером учится в балетную школу Гамбурга.
В 2009 году показала лучший результат в младшей группе на конкурсе в Хельсинки. С 2009 года начала работать в балетной труппе Гамбурга Джона Ноймайера . В 2010 году получила 3-ю премию на международном конкурсе артистов балета в Варне.
В 2011 году получила приз Эрика Бруна на конкурсе в Торонто.
С ноября 2011 года — прима-балерина Финского национального балета.
С 2015 года — первая солистка Бостон Балета
С 2019 года - прима-балерина Баварской Государственной Оперы 

### Партии
- «Баядерка» — Никия (хор. Наталия Макарова)
- «Коппелия» — Сванильда (хор. fr:Marc Ribaud)
- «Дон Кихот» — Китри (хор. fr:Patrice Bart)
- «Корсар» — Медора (хор. Лишка, Иван / Мариус Петипа)
- «Снежная королева» — Герда, Королева (хор. Кеннет Грив)
- «Манон» — Манон (хор. Кеннет Макмиллан)
- «Пер Гюнт» — Ингрид (хор. Шпёрли, Хайнц)
- «Спящая красавица» — Аврора, Флорина (хор. Javier Torres)
- «Щелкунчик» — Клара (хор.Иглинг, Уэйн / nl:Toer van Schayk)
- «Ромео и Джульетта» — Джульетта (хор. Джон Кранко)
- «Double Evil» (хор. Йорма Эло)
- «In the Middle, Somewhat Elevated» (хор. Уильям Форсайт)
- «Четыре темперамента» (хор. Джордж Баланчин)
- «Муми-тролль и комета» — Фрёкен Снорк[3]